# Diogo de Torralva

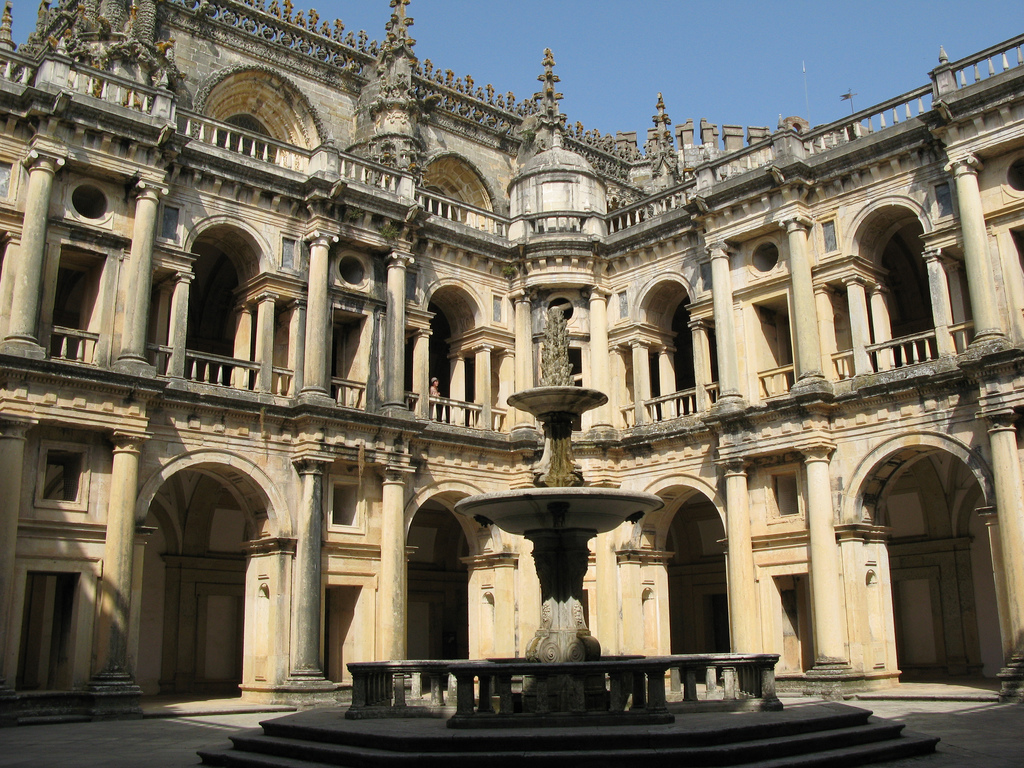
Claustro del convento de Cristo de Tomar.

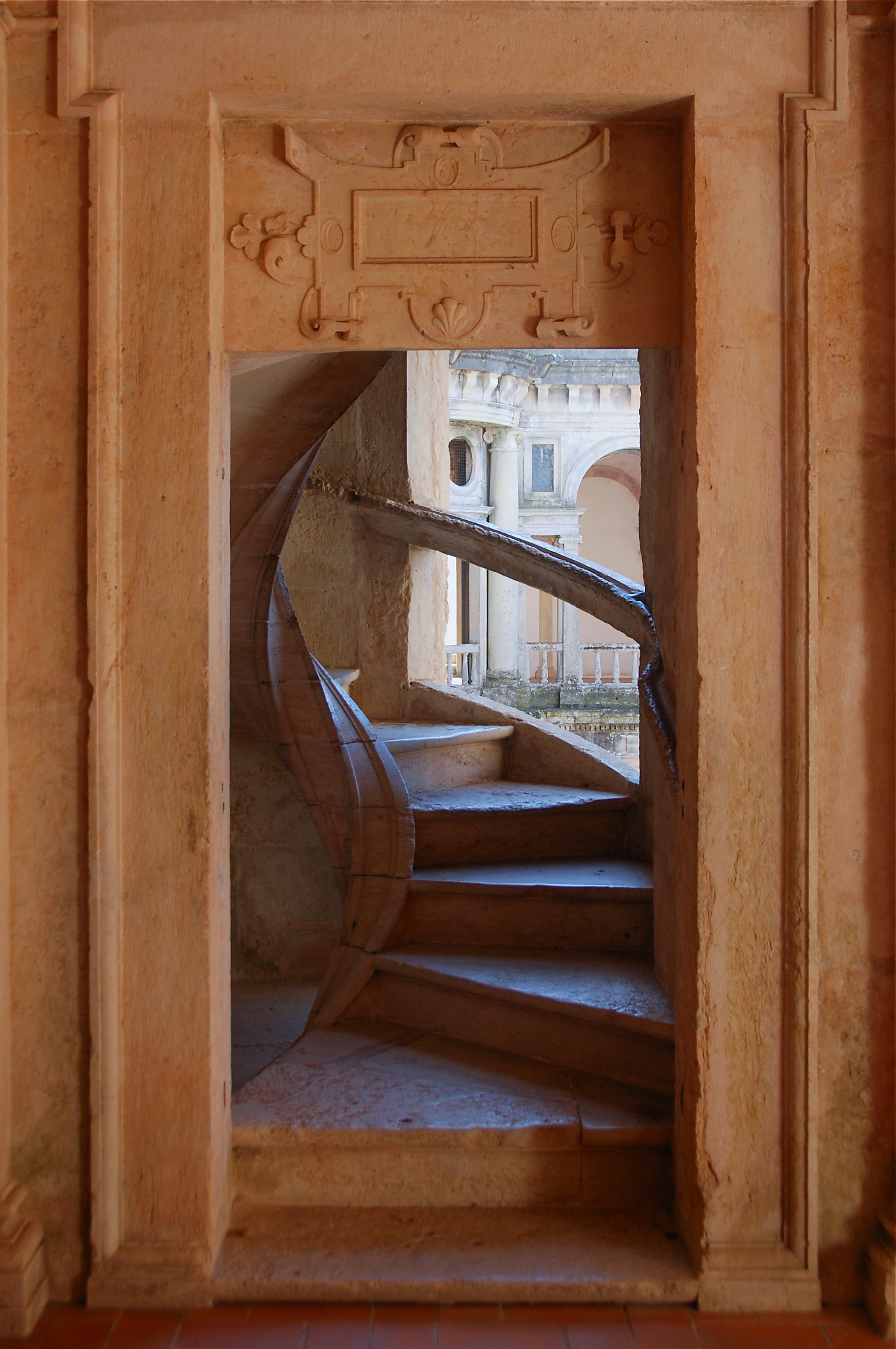
Escalera helicoidal, en el claustro del convento de Cristo de Tomar.

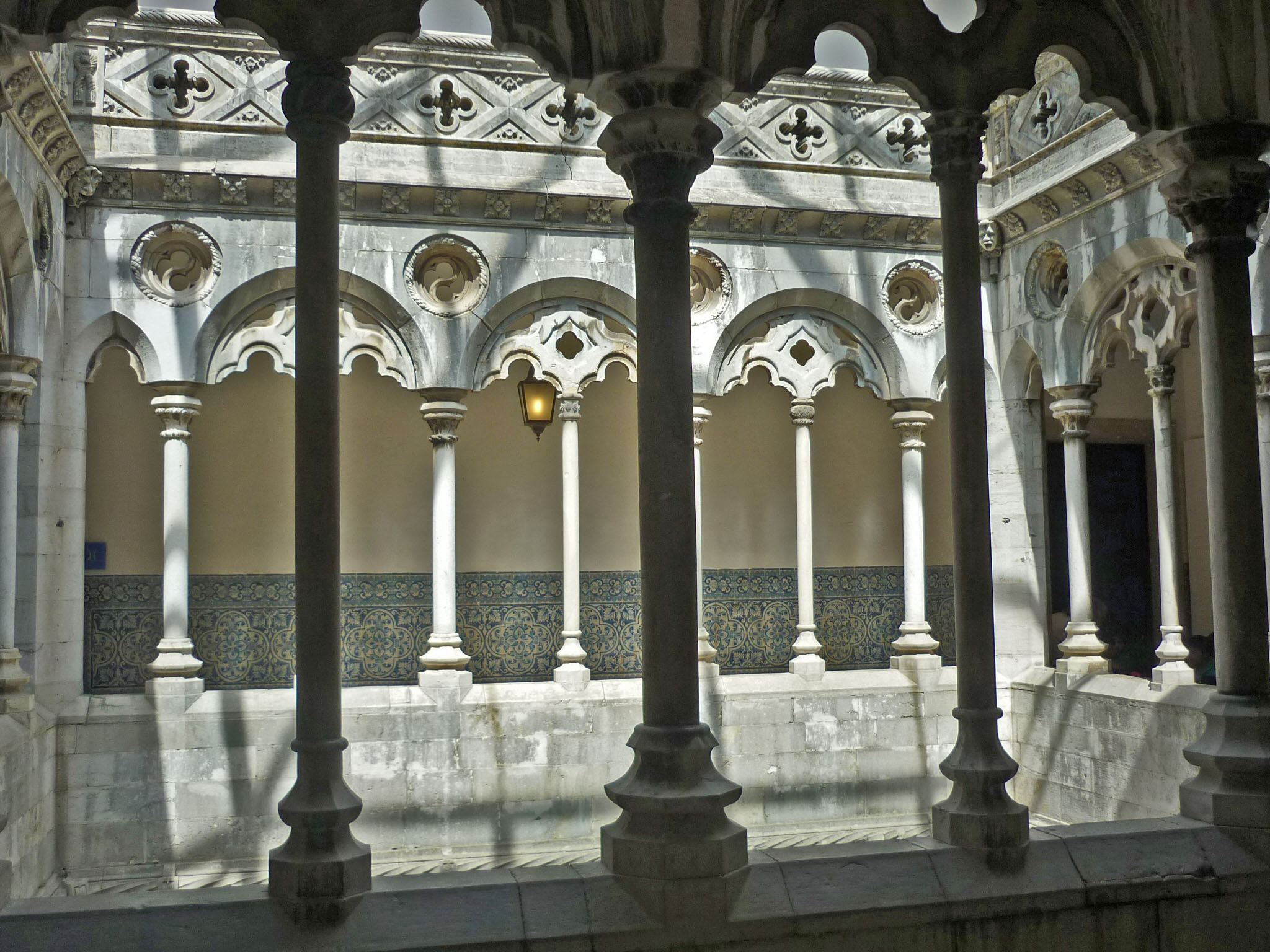
Claustro del convento de la Madre de Dios de Lisboa, hoy convertido en Museo Nacional del Azulejo (en el edificio hay dos claustros, uno de estilo manuelino -posiblemente, el de esta imagen- y otro, mayor, que es el que realizó Diego de Torralva).

Diogo de Torralva (1500-1566) fue un escultor y arquitecto portugués, de origen incierto (se ha propuesto su procedencia de alguna de las localidades denominadas Torralba, en Piamonte y Castilla, aunque también la portuguesa Quinta de Torre Alva, cerca de Évora).
En 1534 se casó con la hija de Francisco de Arruda, el arquitecto de la Torre de Belém. También en Portugal se registra la actividad de un hermano, Gonçalo de Torralva, trabalhador de la piedra (cantero, escultor o arquitecto) en Tomar, Miranda do Douro y Guarda. 
Su estilo inicial es todavía renacentista, destacándose posteriormente como uno de los principales introductores y exponentes del manierismo en el Portugal de mediados de segundo tercio del siglo XVI.
El contrato más antiguo que se le conoce fue para el sepulcro de Luís da Silveira, conde de Sortelha y señor de Góis, en 1529, que se ejecutó por Diogo de Castilho. En 1534 fue nombrado mestre das obras régias (maestro de obras del rey) y dos años después se le encargó la construcción de la iglesia de Nossa Senhora da Graça en Évora, aunque en realidad estas obras corrieron a cargo de Francisco de Arruda y Nicolau Chanterene.
Se registró su presencia como arquitecto en la plaza fuerte de Mazagán (en portugués Mazagão, actual El Jadida, Marruecos), inicialmente (mayo de 1537) para escoger el emplazamiento, discutir el plano de la nueva fortaleza e iniciar la obra, y posteriormente (1541) con la función de inspeccionar las obras en progreso.

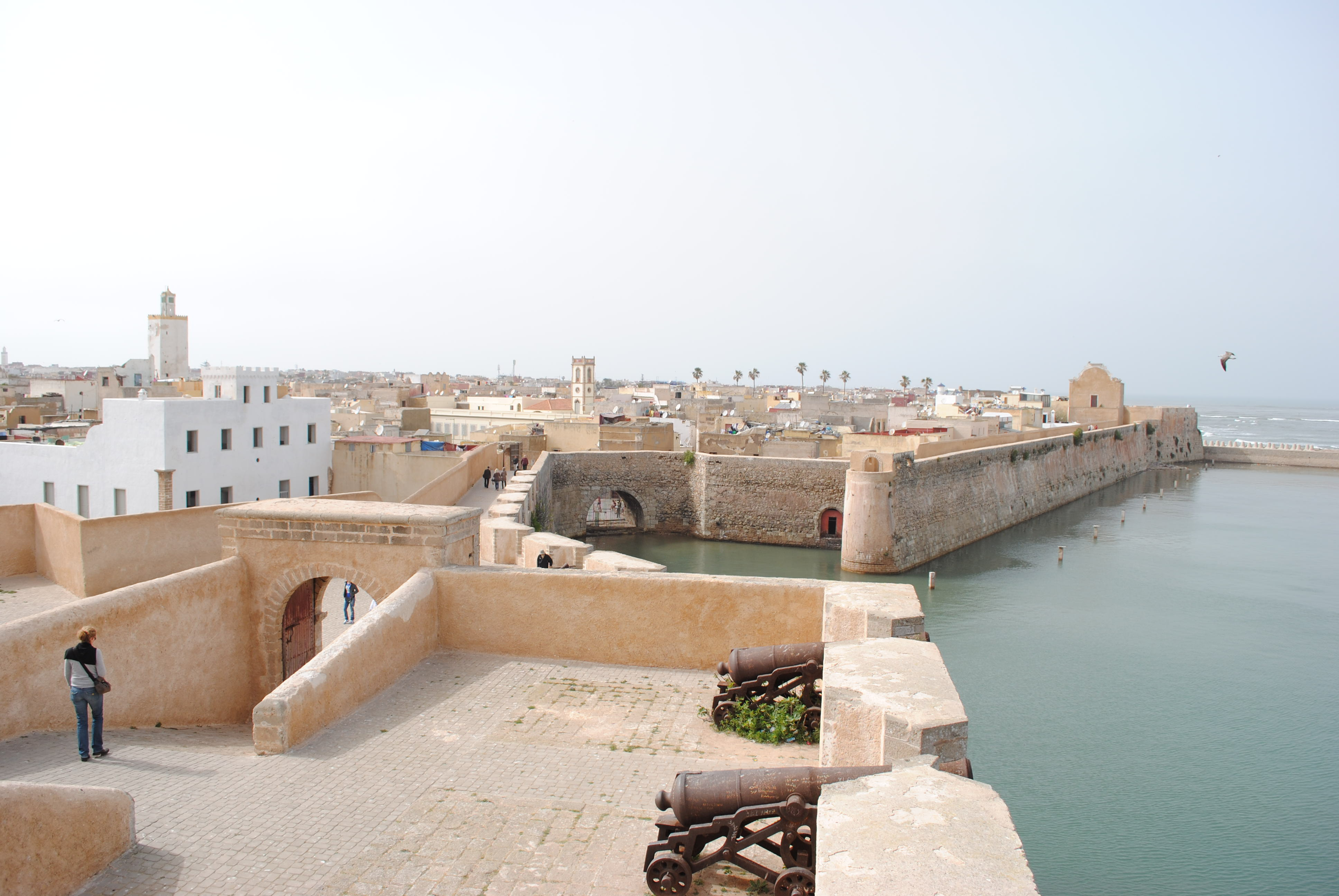
Mazagán: Murallas.
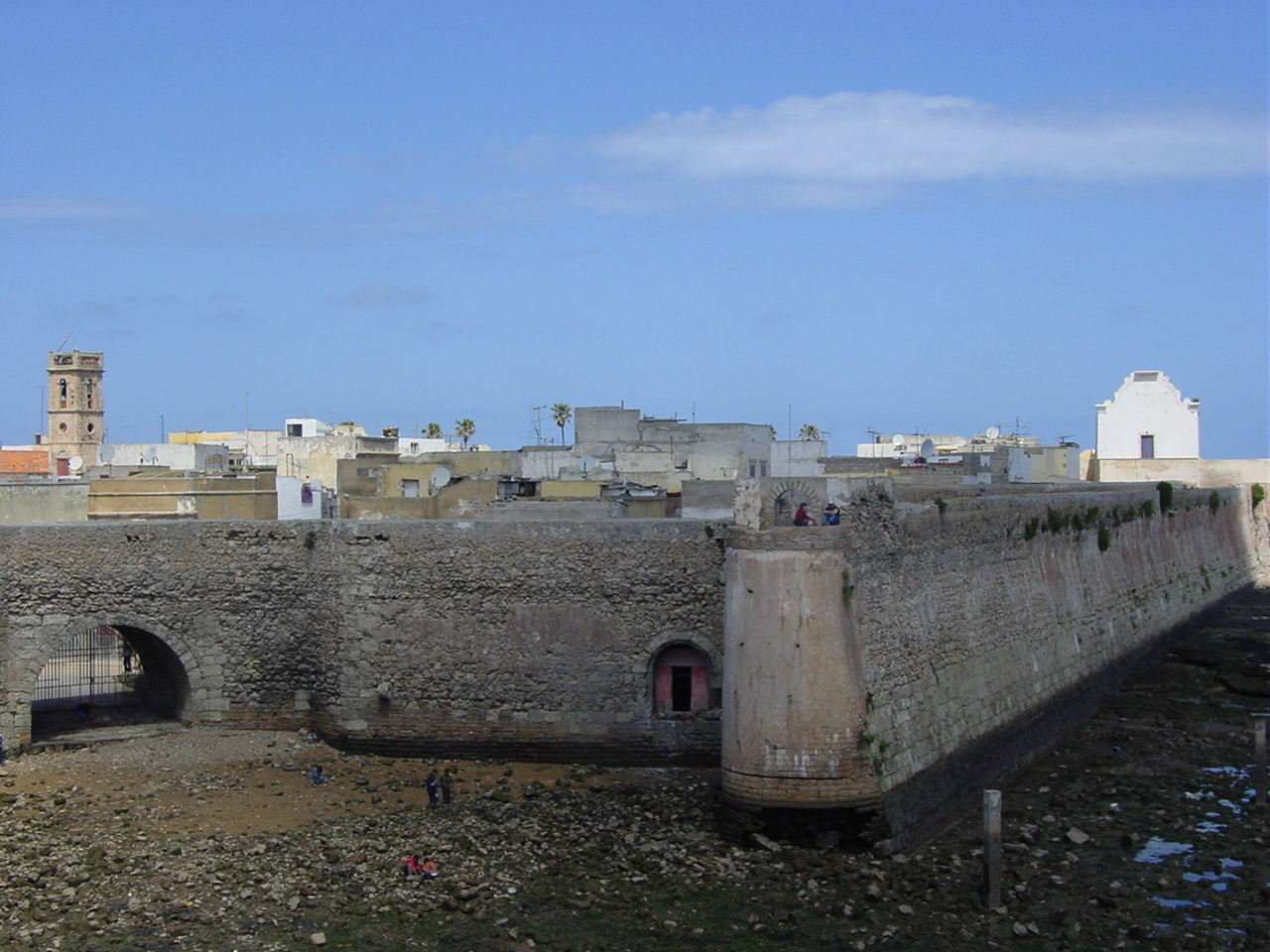
Ciudadela.
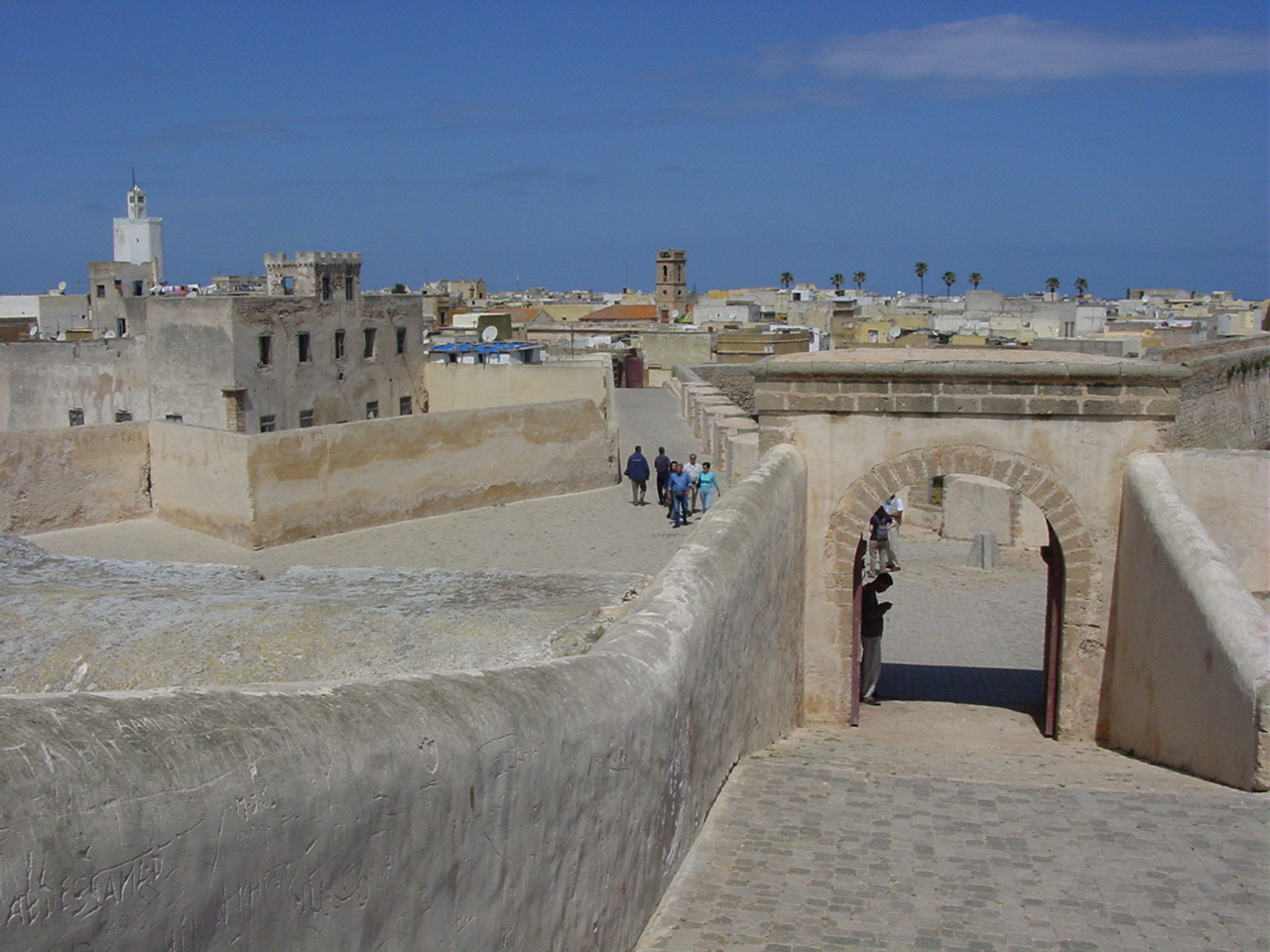
Ciudadela.
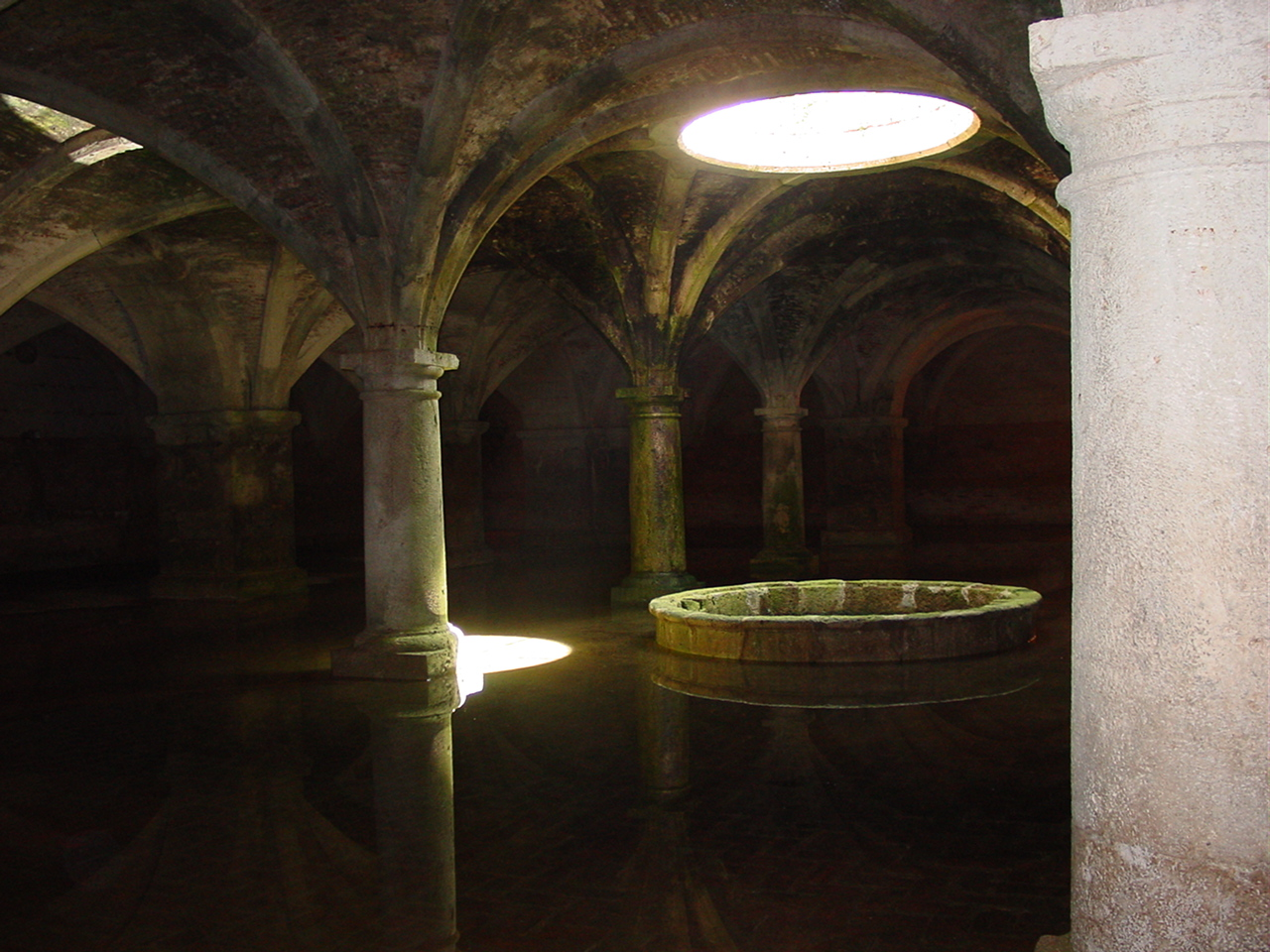
Cisterna.

En 1544 proyectó otro templo para Évora: la capilla del convento del Bom Jesus de Valverde.
Por muerte de Francisco de Arruda (ca. 1547) heredó de él los títulos de Mestre de Obras da Comarca do Alentejo, Medidor das obras do Reino y Mestre de Obras dos Paços de Évora (Palacio de Don Manuel). En el convento de San Bernardo de Portalegre realizó un túmulo para Jorge de Melo, y en 1549 parece que tenía proyectada la ermita de San Amaro en Lisboa. La ermita de Nossa Senhora da Conceição en Tomar y el convento da Madre de Deus de Lisboa también tuvieron intervenciones suyas.
Intervino entre los años 1550 y 1551 en el presbiterio de la iglesia del monasterio de los Jerónimos de Belém, que concluyó Jerónimo de Ruão en 1571.
En 1556 era el responsable de las obras del acueducto de Água de Prata (Évora), que Arruda había construido dos décadas atrás; entre las tareas realizadas en este momento destacó la construcción del chafariz o fuente de Portas de Moura, inaugurado solemnemente por el  cardenal don Enrique, arzobispo de Évora e impulsor de las reformas urbanísticas de la ciudad, el 4 de diciembre de 1556.
Entre los años 1554 y 1562 trabajó en el convento de Cristo de Tomar cuya construcción había decidido reemprender la reina Catalina (las obras anteriores habían estado a cargo de Juan de Castillo, muerto en 1552). Diogo de Torralva dejó proyectado a partir de 1557 el claustro principal o claustro de don Juan III, en un estilo manierista serliano (las obras terminaron en 1591, bajo la dirección de Filippo Terzi); a Torralva se atribuye directamente la talla de un medallón con su retrato existente en el claustro. En el mismo año 1557, según el cardenal Saraiva, trabajaba también como arquitecto en el Monasterio de Batalha.

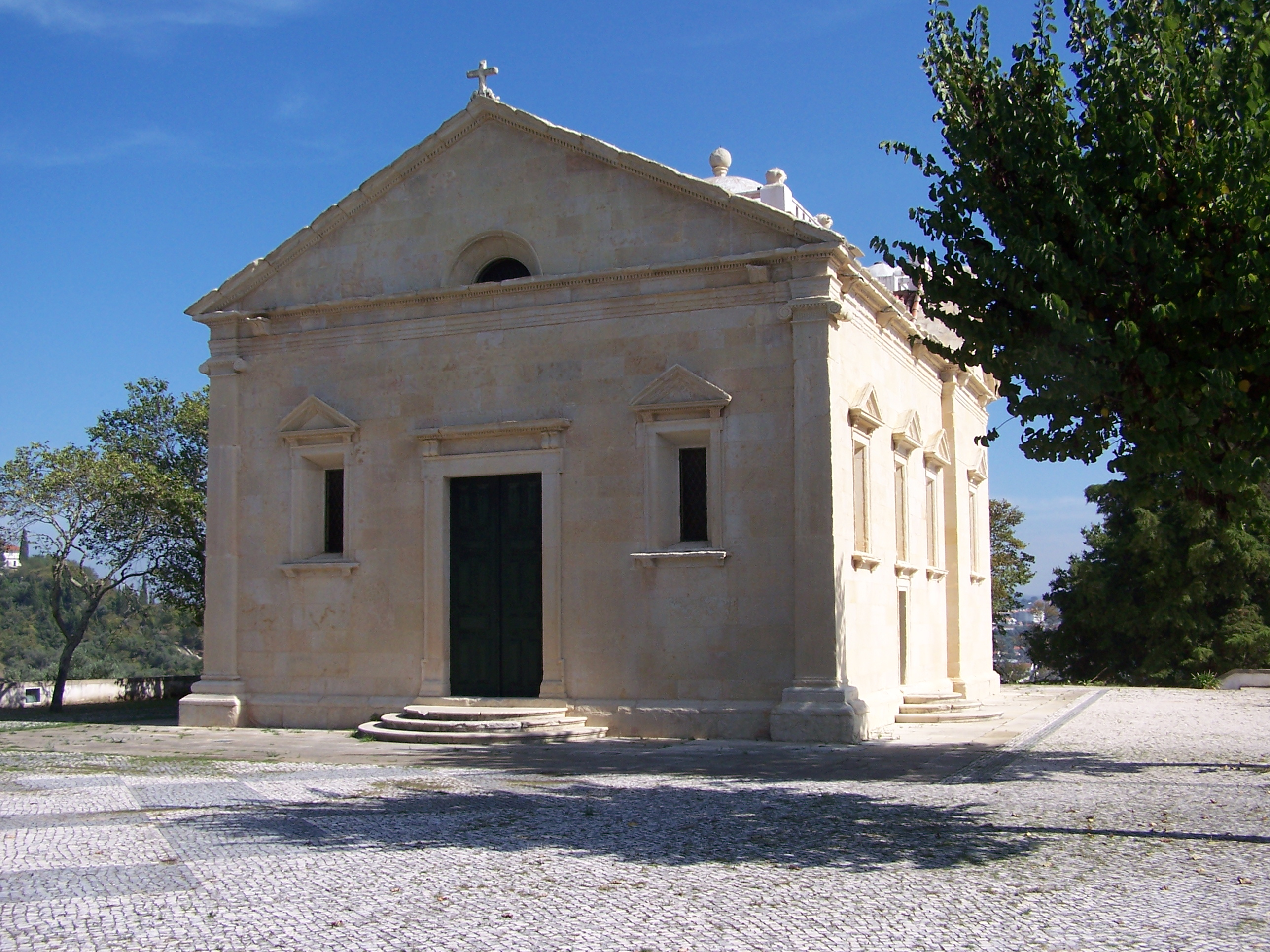
Ermita de la Concepción (Conceição) en Tomar.
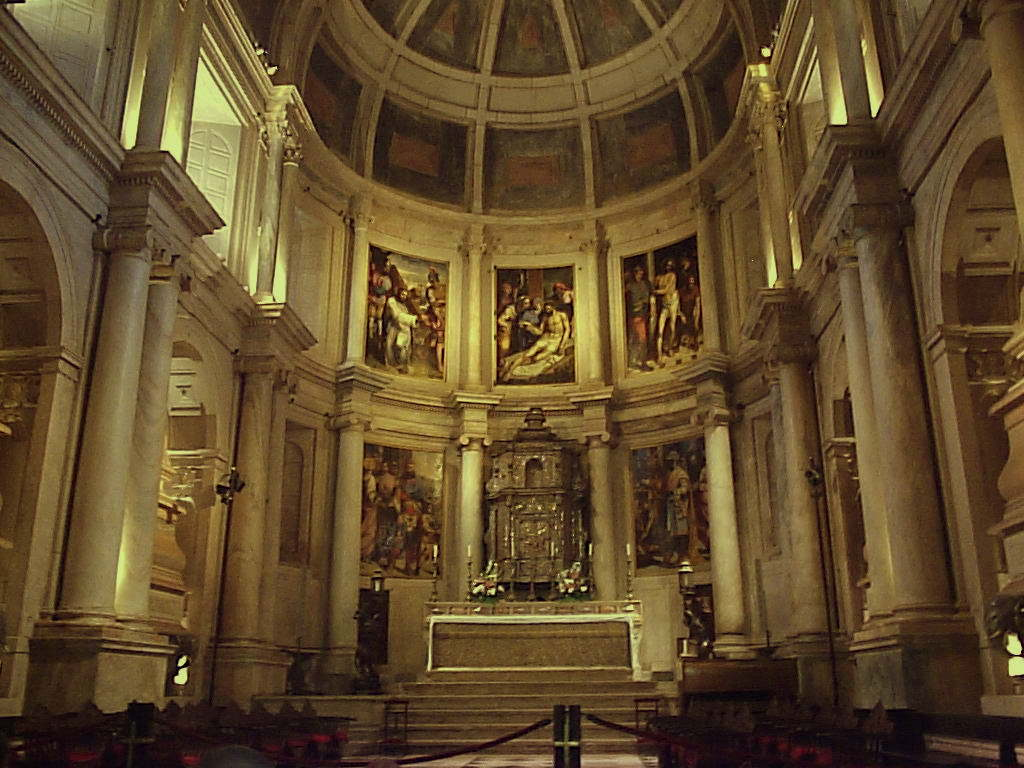
Presbiterio de la iglesia del monasterio de los Jerónimos.
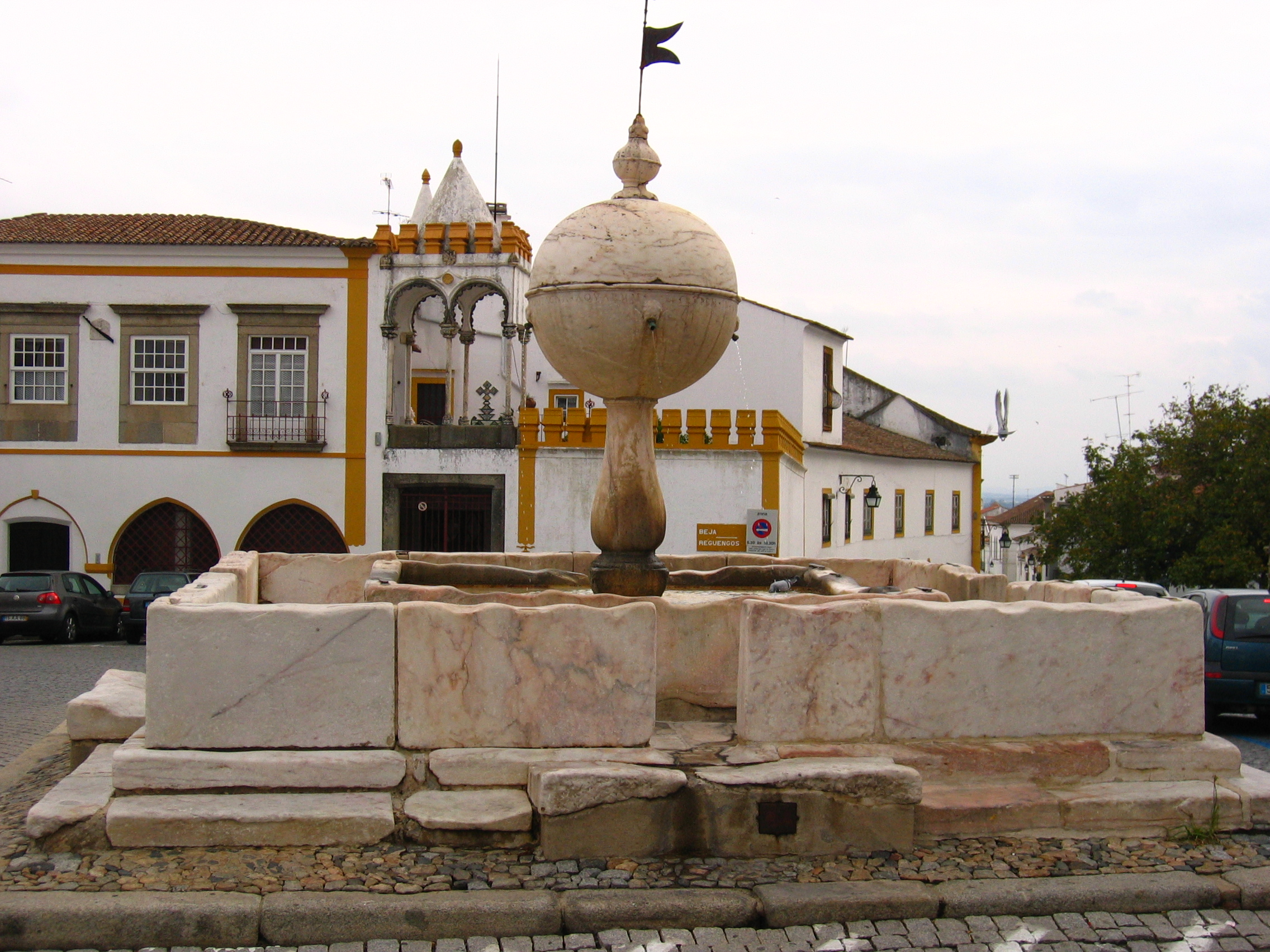
Chafariz de Portas de Moura en Évora.